# Lumbalna punkcija
Lumbalna punkcija je medicinsko tehnička radnja koja ima za cilj uzimanje likvora u dijagnostičke i terapijske svrhe. Glavni razlog za lumbalnu punkciju je pomoć u uspostavljanju dijagnoze bolesti centralnog nervnog sistema, uključujući mozak i kičmu. Primeri ovih stanja uključuju meningitis i subarahnoidno krvarenje. Takođe se može koristiti terapeutski u nekim stanjima. Povećan intrakranijalni pritisak (pritisak u lobanji) je kontraindikacija, zbog rizika od kompresije moždane materije i potiskivanja prema kičmi. Ponekad se lumbalna punkcija ne može bezbedno izvesti (na primer zbog tendencije jakog krvarenja). Smatra se sigurnom procedurom, ali glavobolja nakon duralne punkcije je česta nuspojava, ako se ne koristi mala atraumatska igla.
Postupak se obično izvodi pod lokalnom anestezijom pomoću sterilne tehnike. Hipodermična igla se koristi za pristup subarahnoidnom prostoru i prikupljanje tečnosti. Tečnost se može poslati na biohemijske, mikrobiološke i citološke analize. Korišćenje ultrazvuka za obeležavanje može povećati uspeh.

## Medicinske upotrebe
Razlog za izvođenje lumbalne punkcije može biti postavljanje dijagnoze ili lečenje bolesti.

### Dijagnoza
Glavne dijagnostičke indikacije lumbalne punkcije su prikupljanje cerebrospinalne tečnosti (CSF). Analiza CSF može isključiti infektivne, inflamatorne i neoplastične bolesti koje utiču na centralni nervni sistem. Najčešća svrha je kod sumnje na meningitis, pošto ne postoji drugo pouzdano sredstvo pomoću koje se može isključiti meningitis, po život opasno, ali veoma izlečivo stanje. Lumbalna punkcija se takođe može koristiti da bi se otkrilo da li neko ima 'Stage 1' ili 'Stage 2' Trypanosoma brucei. Mladoj novorođenčadi obično je potrebna lumbalna punkcija kao deo rutinskog pregleda zbog groznice bez izvora. To je zbog veće stope meningitisa nego kod starijih osoba. Odojčad takođe pouzdano ne pokazuje klasične simptome meningealne iritacije (meningizam) kao što su ukočenost vrata i glavobolja kao kod odraslih. U bilo kojoj starosnoj grupi, subarahnoidno krvarenje, hidrocefalus, benigna intrakranijalna hipertenzija i mnoge druge dijagnoze mogu biti podržane ili isključene ovim testom. Takođe se može koristiti za otkrivanje prisustva malignih ćelija u CSF, kao kod karcinomatoznog meningitisa ili meduloblastoma. CSF koji sadrži manje od 10 crvenih krvnih zrnaca (RBC)/mm³ predstavlja „negativni” pokazatelj u kontekstu analize subarahnoidalnog krvarenja. Pokazatelji koji su „pozitivni“ imaju broj eritrocita od 100/mm³ ili više.

### Tretman
Lumbalne punkcije se takođe mogu uraditi da bi se lekovi ubrizgali u cerebrospinalnu tečnost („intratekalno“), posebno za spinalnu anesteziju ili hemoterapiju.
Serijske lumbalne punkcije mogu biti korisne u privremenom lečenju idiopatske intrakranijalne hipertenzije (IIH). Ovu bolest karakteriše povećan pritisak likvora koji može izazvati glavobolju i trajni gubitak vida. Dok su glavni oslonci lečenja lekovi, u nekim slučajevima višestruka lumbalna punkcija može poboljšati simptome. Ne preporučuje se kao osnovni tretman zbog neprijatnosti i rizika od procedure i kratkog trajanja njegove efikasnosti.
Pored toga, neki ljudi sa hidrocefalusom normalnog pritiska (koje karakteriše urinarna inkontinencija, promenjena sposobnost pravilnog hodanja i demencija) dobijaju izvesno olakšanje simptoma nakon uklanjanja CSF.

## Indikacije
Glavne indikacije za lumbalnu punkciju su:
- Uzimanje uzorka cerebrospinalnu tečnosti za biohemijsku i bakteriološku analizu (npr kod sumnje na meningitis, encefalitis itd.)
- Merenje intrakranijalnog pritiska
- Pristup intratekalnom prostoru, u slučaju potrebe za drenažu likvora, ubrizgavanje tečnosti, lekova ili kontrastnog sredstava intratekalni prostor za izvođenje mielografije.

U neurološkim klinikama i drugim ustanovama, LP se koristi za otkrivanje poremećaja lokalne proizvodnje imunoglobulina u CNS-u, kao što su multipla skleroza i SSPE, maligni infiltrati kao što su akutna leukemija i limfom i blokada spinalnog kanala.

## Kontarindikacije
Kontraindikacije za lumbalnu punkciju su:
- Simptomi ili znaci povišenog intrakranijalnog pritiska, praćeni smanjenim nivoom svesti, lokalizovanim (fokalnim) neuroloških znacima i promena papilarnog refleksa. Kod ovih pacijenata lumbalna punkcija može dovesti do pojave hernijacija i smrti.
- Teškog krvarenja ili poremećaja zgrušavanja npr. kod pacijenta na antikoagulantnoj terapiji,
- Infekcije na planiranom mestu punkcije ili u nervnom sistemu, abces mozga,
- Malignitet
- Generalizovana infekcija.[16]

## Način izvođenja
Pre početka punkcije pacijent se postavlja u ležeći položaj na jedan bok sa nogama savijenim u kolenima i primaknutim ka grudima, ili sedeći položaj nagnut ka napred.
Lekar zatim ubacuje tanku, šuplju iglu u prostor između dva kičmena pršljena u slabinskom delu kičme (lumbalnom), preko ovojnice (dure) u kičmeni kanal.
Nakon uzorkovanja likvora u drugom aktu lekar će izmeriti pritisak cerebrospinalne tečnosti, i prema potrebi ubrizgaće lek ili neko drugo sredstvo.
Po završetku punkcije vrši se uklanjanje igle, a mesto uboda na koži prekriva se sterilnom gazom.
Mesto punkcije
- Između 4. i 5. lumbalnog pršljena

## Neželjene reakcije
Nakon lumbalne punkcije može se javiti:
- Glavobolja, koja najčešće počinje nekoliko sati do dva dana nakon postupka i može biti praćena mučninom, povraćanjem i vrtoglavicom. Obično je prisutna pri sedenju ili stajanju i smiruje se u ležećem položaju. Može trajati nekoliko sati do nedelju dana.
- Nelagodnost ili bol u leđima.
- Krvarenje.
- Hernijacija mozga (pomeranje delova mozga).

### Glavobolja
Post spinalna glavobolja sa mučninom je najčešća komplikacija; često se može tretirati lekovima protiv bolova i infuzijom tečnosti. Dugo se smatralo da se ova komplikacija može sprečiti strogim održavanjem ležećeg položaja dva sata nakon uspešne punkcije; ovo nije potvrđeno u savremenim studijama koje uključuju veliki broj ljudi. Izvođenje procedure sa osobom na njihovoj strani može smanjiti rizik. Intravenska injekcija kofeina je često prilično efikasna u prekidu ovih glavobolja u kičmi. Glavobolja koja je uporna uprkos dugom periodu spavanja i javlja se samo kada se sedi, može ukazivati na curenje CSF-a sa mesta lumbalne punkcije. Ona se može lečiti dodatnim ležajem ili epiduralnim flasterom krvi, gde se sopstvena krv osobe ubrizgava nazad u mesto curenja kako bi se stvorio ugrušak i zatvorio curenje.
Rizik od glavobolje i potrebe za analgezijom i krvnim flasterom znatno je smanjen ako se koriste „atraumatske” igle. Ovo na druge načine ne utiče na uspešnost postupka. Iako su troškovi i poteškoća slični, usvajanje je i dalje nisko - samo 16% 2014.
Glavobolje mogu biti uzrokovane nehotičnom punkcijom tvrde moždane opne.

## Lumbalna punkcija kod dece
- Priprema deteta za lumbalnu punkciju
- Ubod iglom
- Uzimanje uzorka likvora

## Literatura
- Mary Louise Turgeon (2005). Clinical hematology: theory and procedures. Lippincott Williams & Wilkins. стр. 401—. ISBN 978-0-7817-5007-3. Приступљено 28. 10. 2010.
- Quincke HI (1902). Die Technik der Lumbalpunktion. Berlin & Vienna.
- Quincke HI (1891). Verhandlungen des Congresses für Innere Medizin, Zehnter Congress, Wiesbaden. 10. стр. 321—331.
- J. Alfred Lee, R. S. Atkinson (13. 11. 1978). Lumbar Puncture and Spinal Analgesia: Intradural and Extradural (4th изд.). Churchill Livingstone. ISBN 9780443014505.
- Ellenby, MS; Tegtmeyer, K; Lai, S; Braner, DA (28. 9. 2006). „Lumbar puncture”. Videos in clinical medicine. The New England Journal of Medicine. 355 (13): e12. PMID 17005943. doi:10.1056/NEJMvcm054952.

## Spoljašnje veze
|  | Molimo Vas, obratite pažnju na važno upozorenje u vezi sa temama iz oblasti medicine (zdravlja). |